# Spider-Man (filme de 1978)
Spider-Man (japonês: スパイダーマン, Hepburn: Supaidāman), as vezes referido como Homem-Aranha Japonês, é um filme de super-herói japonês de 1978 baseado no personagem da Marvel Comics Homem-Aranha também é um spin-off do tokusatsu japonês Spider-Man e o terceiro filme da série de filmes Homem-Aranha. o filme foi dirigido por Kōichi Takimoto, escrito por Susumu Takahisa e produzido/distribuído pela Toei Company.

## Elenco
- Shinji Todō como Takuya Yamashiro / Homem-Aranha
- Noboru Nakaya como Juzo Mamiya